# Ernst-Adolf-Eschke-Schule
Die Ernst-Adolf-Eschke-Schule ist eine Sonderschule für Gehörlose im Berliner Ortsteil Westend im Bezirk Charlottenburg-Wilmersdorf.

## Schulprofil
Sie ist eine Schule mit dem sonderpädagogischen Förderschwerpunkt „Hören & Kommunikation“. Die Beherrschung der Gebärdensprache stellt eine zwingende Voraussetzung für eine Anstellung an der Schule dar, da die Unterrichtssprache in den meisten Kontexten die Deutsche Gebärdensprache (DGS) ist. Die Schülerschaft kommt aus dem gesamten Stadtgebiet. Von Frühförderung bis beruflicher Bildung deckt sie ein bilingual-bimodales Angebot mit Deutscher Gebärdensprache ab. Dementsprechend ist die Schule in mehrere Bereiche unterteilt:
- Berufsfachschule
- Berufsschule mit sonderpädagogischen Aufgaben
- Förderschwerpunkt – Übrige
- Fachschule
- Integrierte Sekundarschule
- Berufsschule

Die beiden anderen Sonderschulen mit Förderschwerpunkt Hören sind die Margarethe-von-Witzleben-Schule in der Palisadenstraße 76–77 in Berlin-Friedrichshain und die Reinfelder-Schule im Maikäferpfad 30 in Berlin-Westend (auf demselben Gelände).

## Geschichte
Der Namensgeber der Schule, Ernst Adolf Eschke, arbeitete ab 1788 als privater Gehörlosenlehrer in Berlin.
Im Jahr 1798 kaufte der König von Preußen, Friedrich Wilhelm III., ein Haus in der Linienstraße 110. Eschkes Privatinstitut wurde dorthin verlegt und in den Stand eines „Königlich-preußischen Instituts für Stumme“ (Königliche Taubstummenanstalt) erhoben. Er wurde der Schuldirektor.

## Schulgebäude
Die Gebäude der Sonderschule (Schwerpunkt Hören) befinden sich in der Waldschulallee 29 in Berlin und wurden 1959–60 vom Hochbauamt Charlottenburg errichtet. Zu der Anlage gehören drei zweigeschossige Klassentrakte, ein dreigeschossiger Verwaltungsbau und ein ebenerdiger Seitenflügel mit Turnhalle und Aula.
Der Stahlbetonskelettbau ist durch Pfeiler, Fenster- und Brüstungsbänder gegliedert. Die Fassade enthält gelb, rot, grün und grau verputzte Flächen.
Die Schule nutzt die Mensa der benachbarten Reinfelder Schule (ehemals Helen-Keller-Schule) mit dieser gemeinsam.